# Чимадолмо
Чимадолмо је насеље у Италији у округу Тревизо, региону Венето.
Према процени из 2011. у насељу је живело 1504 становника. Насеље се налази на надморској висини од 29 м.

## Становништво
Према резултатима пописа становништва 2011. у општини је живело 3.413 становника.
| 1951. | 1961. | 1971. | 1981. | 1991. | 2001. | 2011. |
| ----- | ----- | ----- | ----- | ----- | ----- | ----- |
| 3.113 | 3.126 | 2.960 | 3.031 | 3.108 | 3.327 | 3.413 |